# 土壌地理学
土壌地理学（どじょうちりがく、英語：soil geography）とは土壌学と自然地理学との境界領域である。
土壌は様々な自然景観において固有であり、またその景観の特徴ともなるものである。その事実に基づき、土壌地理学は土壌と土壌生成因子とを共役的に、また不可分に研究することを基本方法としている。これは、土壌の形態や性質、地理的分布の変化を環境因子の変化と関連させ解析していく、比較地理学的方法である。

## 農業と土壌観
人類は農耕の経験を通じて、土の作物栽培に適する・適さないや耕作しやすい・しにくいなど、土に対する知識を身につけてきた。
定住農耕社会において、紀元前6000年の北部メソポタミア（今のイラク）が人類最古と言われており、その後やや遅れてエジプトのナイル河畔でも発展した。これらは、旧石器時代末に獲物を狩りすぎたことによる生存危機にさらされた人類が数千年試行錯誤を続けた結果である。
メソポタミアにおいて紀元前3000年に楔形文字が登場したことで、神話や経典が文字として残されるようになった。聖書には当時、輪作体系（牧草地として数年間は地力を維持し、その後数年間作物を栽培したらまた牧草地に戻す）がとられていたことが記載されている。1世紀ころには、古代ローマの学者コルメラ（Columella）によって、外観による土壌分類が行われた。
東洋の農耕文化は、紀元前2,000年ごろの中国・黄河流域で生まれている。それ以前の紀元前3-4世紀には地理書が作られており、中国の土地を9つの州に分け、各州の土を色、土性、手触りの組み合わせで分類しているものが書かれている。
この土壌分類方法と地理的分布は後の日本の農書の土壌分類に影響している。
18世紀になって、土壌研究は科学的な形になっていった。
ドイツのテーヤ（1752-1785）は、土壌中の有機物が植物の根から吸われ、養分になっていると考える「腐植栄養説」を提唱している。しかしその後、スイスの化学者N・T・ド・ソシュール（1767-1845）やドイツのカルル・シュプレンゲル（Carl Sprengel、1778-1859）によって実験的に植物の栄養は無機物であることが証明された。
この「無機栄養説」は、ドイツの有機化学者リービッヒ（1803-1873）により、化学的土壌観として確立された。彼は「植物は年々土壌から養分を吸収して育成する。したがって、土壌から失われた成分を化学肥料として補給すれば、土壌の肥沃度を維持することができる」と提唱しており、これに基づいた化学肥料の生産が始まった。リービッヒの土壌観は農業や農学の近代化に大きな貢献をしているといえる。

## 地質学としての土壌観
野外の土壌研究は19世紀中葉まで農業地質学とよばれ、ドイツの地質学者による土壌研究が主であった。
ハウスマン（Johann Friedrich Ludwig Hausmann）は、土壌の材料である岩石の岩石学的組成と風化の程度で土壌を分類した（1823年）。ファロウは土壌の区分を残積土と運積土で行い、地質学的土壌分類を体系づけた（1862）。
また土壌地質学は、土壌とその材料である岩石の化学組成を分析・比較し各元素の風化による増減の調査を行ったり、植物が土壌から吸収している成分について調べたりし、土壌の生成に重要となる風化作用の解明に役立てた。
これらドイツ農業地質学は日本にも影響を与えており、1882年ドイツよりマックス・フェスカ（Max Fesca）が来日し、国の事業としてはじめての土壌調査が行われた。